# Cinco cerditos
Cinco cerditos (título original en inglés: Five Little Pigs) es una novela de ficción detectivesca de la escritora británica Agatha Christie publicada originalmente en Estados Unidos en mayo de 1942 bajo el título Murder in Retrospect  y en Reino Unido bajo el título original en el mismo año.

## Argumento

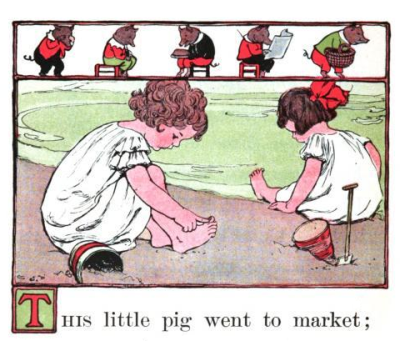
Juego anglosajón llamado little pigs que inspiró la historia

Dieciséis años atrás una mujer fue condenada por asesinar a su esposo, el pintor Amyas Crale, cuando este estaba a punto de abandonarla por una mujer más joven. Al morir en prisión deja una carta a su hija de cinco años, Carla, reafirmando su inocencia.
Carla sabe que necesita del mejor detective del mundo para una misión prácticamente imposible: volver al pasado para encontrar al verdadero asesino, y así limpiar el nombre de su madre inocente.
Hércules Poirot acepta esta misión, partiendo de una antigua canción de cuna inglesa llamada This Little Piggy (Este pequeño cerdito). Siendo 5 las personas que podían cometer el  asesinato: el mejor amigo de la víctima, el agente de bolsa Philip Blake; el hermano de este, Meredith, un aficionado a la Botánica; Elsa Greer, la última amante del difunto Amyas Crale; Angela, la hermanastra de Caroline, la esposa condenada por el asesinato; y la señorita Williams, la institutriz encargada de la educación de Angela cuando la tragedia tuvo lugar.
Cada sospechoso será interrogado por Poirot y luego escribirá su versión de los hechos por petición de éste, quien comparando los cinco relatos y coartadas logrará, de forma sorprendente, descubrir al asesino. Poirot consigue agrupar y poner en orden todo lo sucedido el día del asesinato a partir de las cinco declaraciones y llega a una conclusión completamente distinta a la que en su día se creyó verdadera, pero al mismo tiempo coherente con los hechos y la psicología de los personajes implicados.

## Personajes
- Avis: anciano juez de la causa contra Caroline Crale
- Blake, Phillip (Felipe): corredor de Bolsa, acaudalado, íntimo amigo de Amyas Crale
- Blake, Meredith: hacendado rural, hermano del anterior
- Caleb, Jonathan: anciano procurador
- Crale, Amyas: notable pintor y sempiterno mujeriego. Murió por una cerveza envenenada.
- Crale, Caroline: joven y bella esposa del anterior. Acusada, declarada culpable y encarcelada por la muerte de su esposo
- Cronshaw: almirante jubilado, íntimo de Meredith Blake y de Poirot
- Depleach, sir Montague: eminente abogado. Defensor de Caroline Crale
- Edmunds, Alfred: viejo dependiente del difunto Mayhew
- Fogg, Quentin: fiscal de S.M.
- Greer, Elsa: amante de Amyas. Más tarde, esposa de lord Dittisham
- Hale: superintendente de policía, jubilado
- Humphrey, Rudolph: fiscal de la causa Crale
- Lemarchant, Carla: sobrina del matrimonio Lemarchant, pero, en realidad, hija del matrimonio Crale
- Lemarchant, Simon y Louise: matrimonio, tíos de Carla
- Lytton-Gore, lady Mary: viuda, común amiga de Poirot y Meredith Blake
- Mayhew, George: procurador
- Poirot, Hércules: famoso detective privado belga, protagonista de la novela
- Rattery, John: prometido de Carla
- Warren, Angela: distinguida exploradora, hermanastra menor de Caroline Crale
- Williams, Cecilia: institutriz en casa de los Crale

## Nombres de la novela en otros idiomas
- Inglés (original): Five Little Pigs (Cinco cerditos)
- Neerlandés: Vijf kleine biggetjes (Cinco cerditos)
- Hungarian: Öt kismalac (Cinco cerditos)
- Italiano: Il ritratto di Elsa Greer (El retrato de Elsa Greer)
- Polaco: Pięć małych świnek (Cinco cerditos)

## Adaptaciones
La propia autora adaptó la novela a teatro con el nombre, traducido al español, de Los ojos que vieron la muerte, estrenada en 1960.